# Villa Urquiza

Lage von Villa Urquiza in Buenos Aires

Villa Urquiza ist ein Stadtteil im Nordwesten der argentinischen Hauptstadt Buenos Aires. Er hat 89.360 Einwohner (Stand von 2001) auf einer Fläche von 5,6 km². Die Bevölkerungsdichte beträgt 15.957 Einwohner pro km², was ungefähr dem Durchschnitt in Buenos Aires entspricht.

## Geschichte
Villa Urquiza wurde von Francisco Seeber gegründet. Er war Soldat im Tripel-Allianz-Krieg gegen Paraguay, Bürgermeister von Buenos Aires von 1889 bis 1890, Kaufmann und Präsident der Ferrocarril Oeste (Eisenbahngesellschaft West).
Ursprünglich bestand Villa Urquiza aus den drei kleineren Stadtteilen Villa Catalinas, Villa Mazzini und Villa Modelo, die auf einer Anhöhe, ca. 40 Meter über NN lagen. Zu dieser Zeit gehörte Seeber die Hafenanlage „Muelle de las Catalinas“, in einem Gebiet, das tiefer lag. Er kaufte das Land, um das Grundstück aufzufüllen. Die Arbeiter an diesem Projekt kamen überwiegend aus der Provinz Entre Ríos. Nach Beendigung der Arbeit baten sie darum, das Gebiet nach ihrem lokalen Helden, Justo José de Urquiza, zu benennen.

## Lage und Charakter
Villa Urquiza liegt zwischen den Straßen Constituyentes, Crisólogo Larralde, Galván, Núñez, Tronador, Roosevelt, Rómulo S. Naón und La Pampa. Das Quartier ist überwiegend Wohnviertel, das aus alten Häusern und Mehrfamilienhäusern, ruhigen Seitenstraßen und lebendigen Hauptstraßen besteht. Es gibt mehrere Parks. In den warmen Monaten sitzen die Bewohner häufig auf Stühlen auf dem Gehweg.
In den so genannten Milongas (argentinische Tango-Tanzclubs) Sunderland und Club Sin Rumbo wird der Tango getanzt. Der Club Pinocho hat die letzten drei Stadtturniere in der Hallensportart Futsal gewonnen.